# Список вулканов Мадагаскара
Список действующих и потухших вулканов Мадагаскара. 
| Название       | Высота | Координаты                | Последнее извержение |
| -------------- | ------ | ------------------------- | -------------------- |
| Амбре-Бобаомби | 1475 м | 12°36′ ю. ш. 49°09′ в. д. | Голоцен              |
| Анкейзина      | 2878 м | 14°11′ ю. ш. 48°24′ в. д. | Поздний плейстоцен   |
| Марумукутру    | 2878 м | 14°18′ ю. ш. 48°40′ в. д. | Голоцен              |
| Анкаратра      | 2644 м | 19°24′ ю. ш. 47°12′ в. д. | Голоцен              |
| Итаси          | 1800 м | 19°00′ ю. ш. 46°46′ в. д. | 6050 до н.э.         |
| Нуси-Бе        | 214 м  | 13°19′ ю. ш. 48°29′ в. д. | Голоцен              |